# Casatta di Corteno Golgi
La Casatta di Corteno Golgi è un formaggio prodotto in Val Camonica
.

## Descrizione
È un formaggio dalla forma cilindrica dalla lunga stagionatura (fino a 60 giorni).
La crosta è di colore giallo, mentre la pasta assume un colore paglierino.